# Torre di Toghrul
La torre di Toghrul (in persiano برج طغرل‎) o di Tughrol è un monumento risalente al XI o al XII secolo situato nella città di Rey, nella provincia di Teheran, in Iran. Situata vicino al castello di Rashkan, la torre è alta 20 metri, è composta in mattoni ed è la tomba in cui si trovano le spoglie del sovrano della selgiuchide Toghrul Beg, morto a Rey, la città che aveva elevato al rango di capitale, nel 1063. In origine, come altri monumenti del suo tempo, era sormontata da una cupola conica (گنبد, gonbad), oggi non più presente perché crollata durante un sisma.
Lo spessore delle pareti varia da 1,75 a 2,75 metri, mentre i diametri interno ed esterno misurano rispettivamente 11 e 16 metri. La forma esterna è quella di un poligono composto da 24 angoli, realizzato in siffatta maniera per poter probabilmente conferire alla struttura maggiore stabilità. Sulla sommità della torre si potevano originariamente osservare iscrizioni cufiche. La torre è tutelata dal Ministero del patrimonio culturale iraniano e rientra tra le opere nazionali del Paese.
In alcuni testi questo luogo viene chiamato con la denominazione "Burj Khalifa Yazid". Secondo le teorie di alcuni esperti, questa torre è come un orologio a lancette e l'ora può essere riconosciuta dalla luce del sole sui suoi fianchi.

## Galleria d'immagini

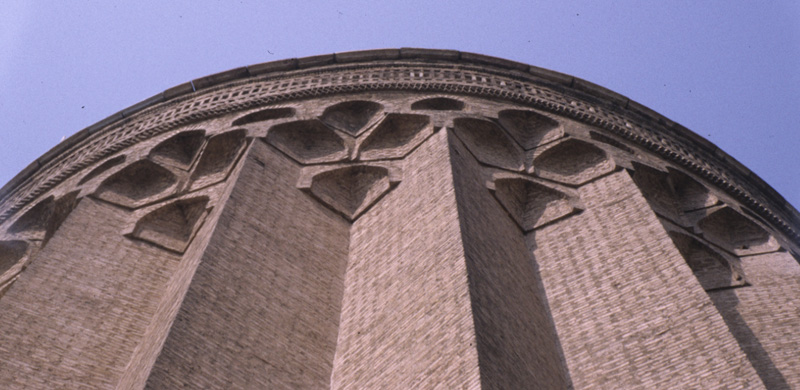
Dettaglio della muratura delle sezioni superiori. Lo stile architettonico selgiuchide è facilmente osservabile
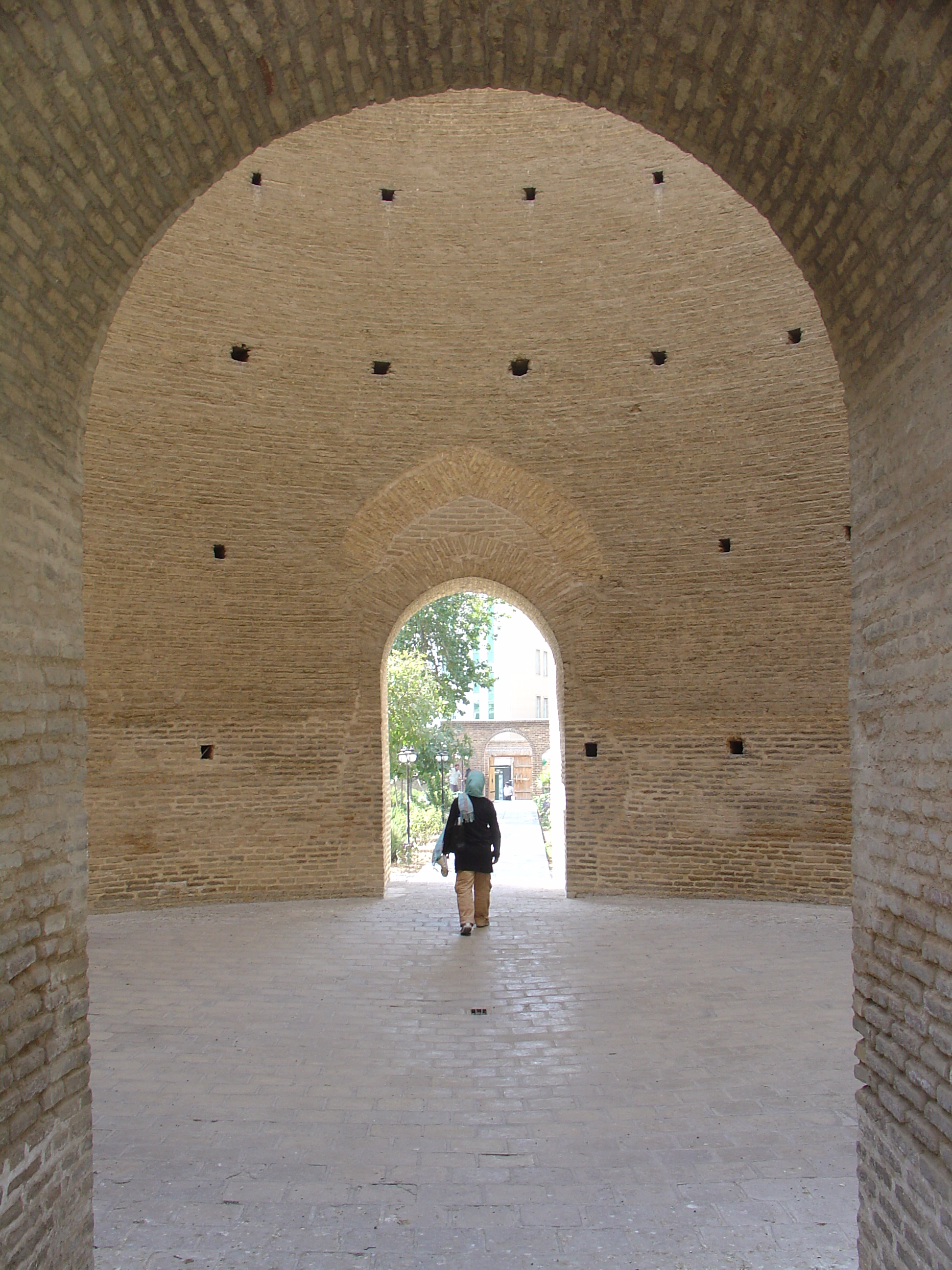
Porta d'ingresso e area interna
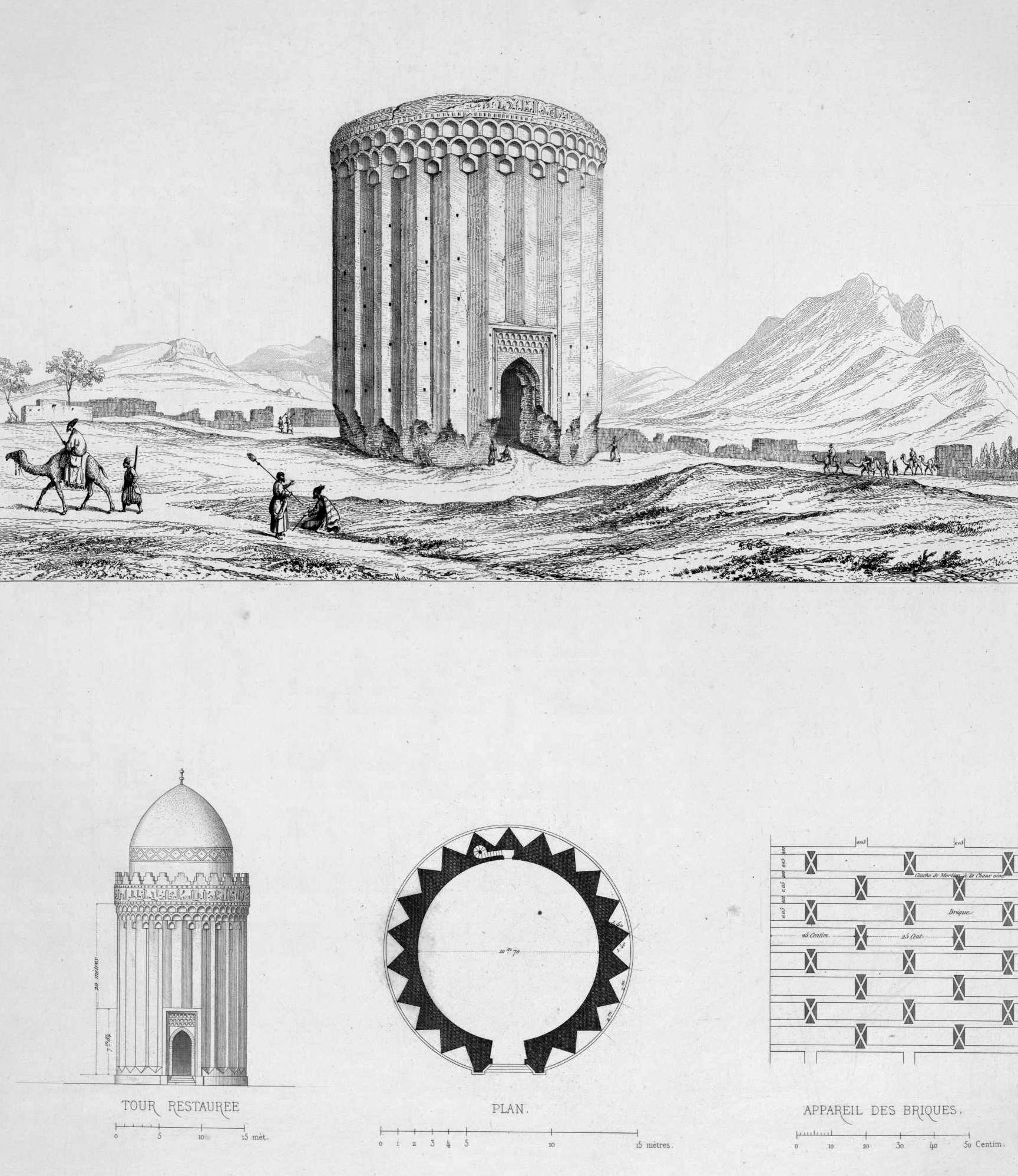
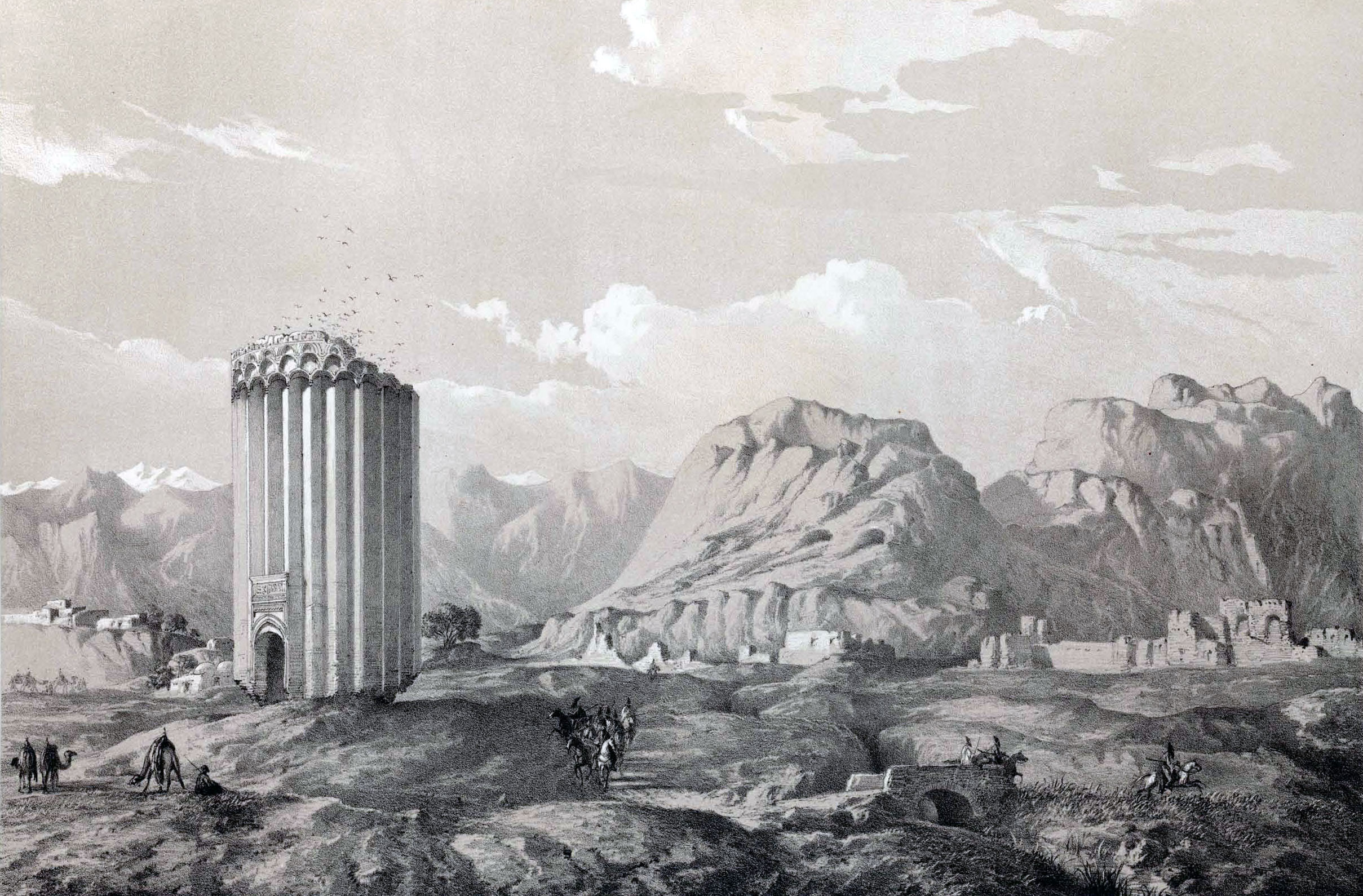
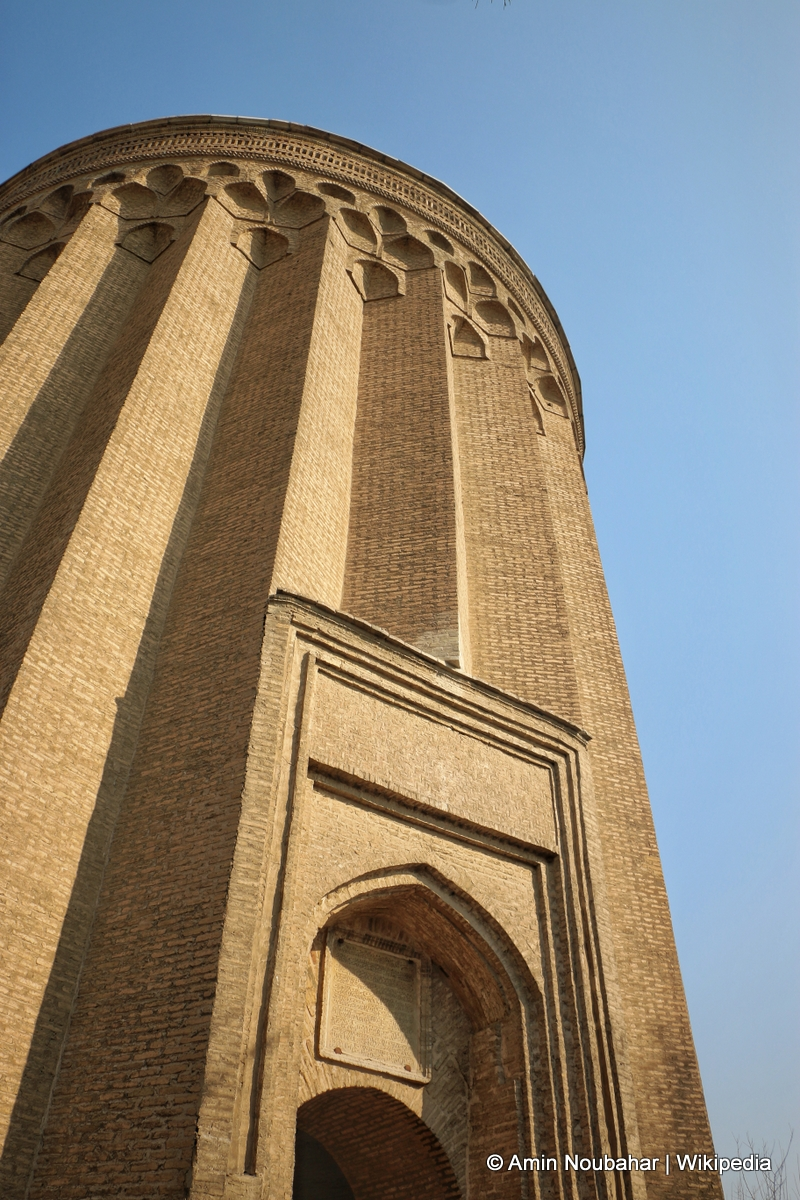
L'ingresso al'edificio e un'iscrizione storica
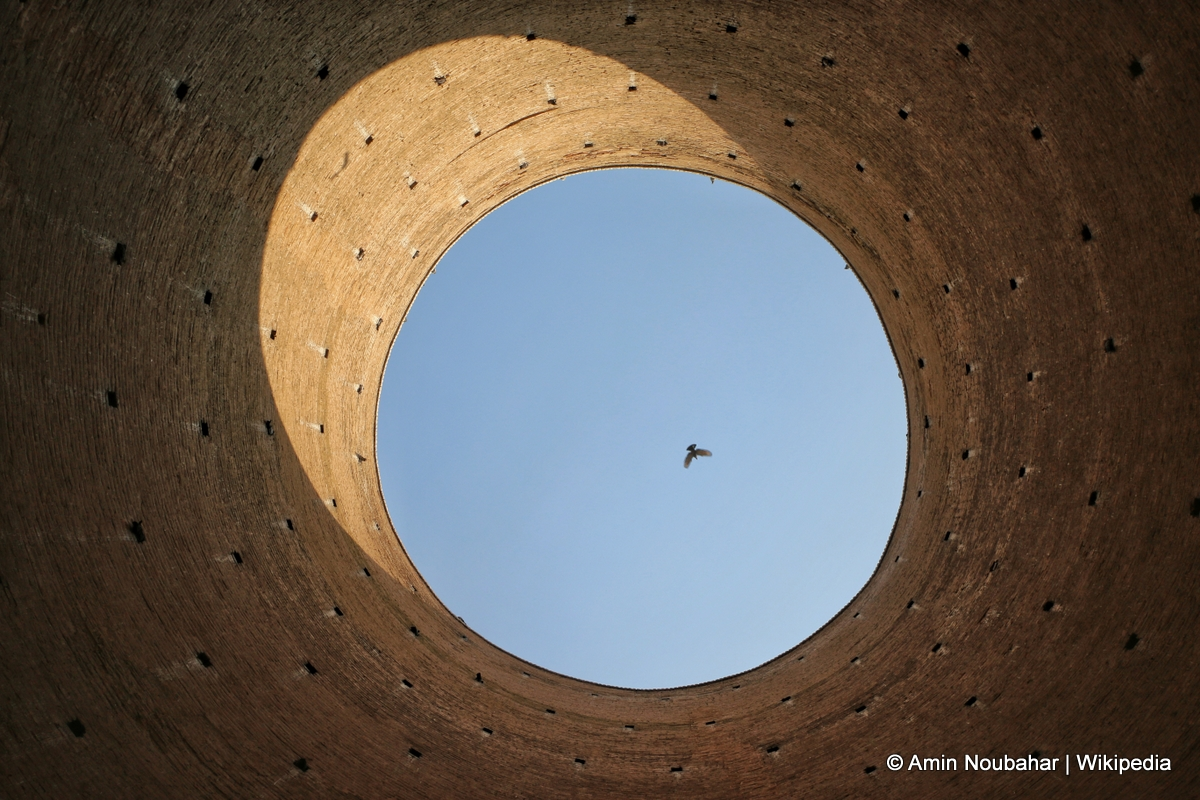
Il cielo visto dall'interno della struttura
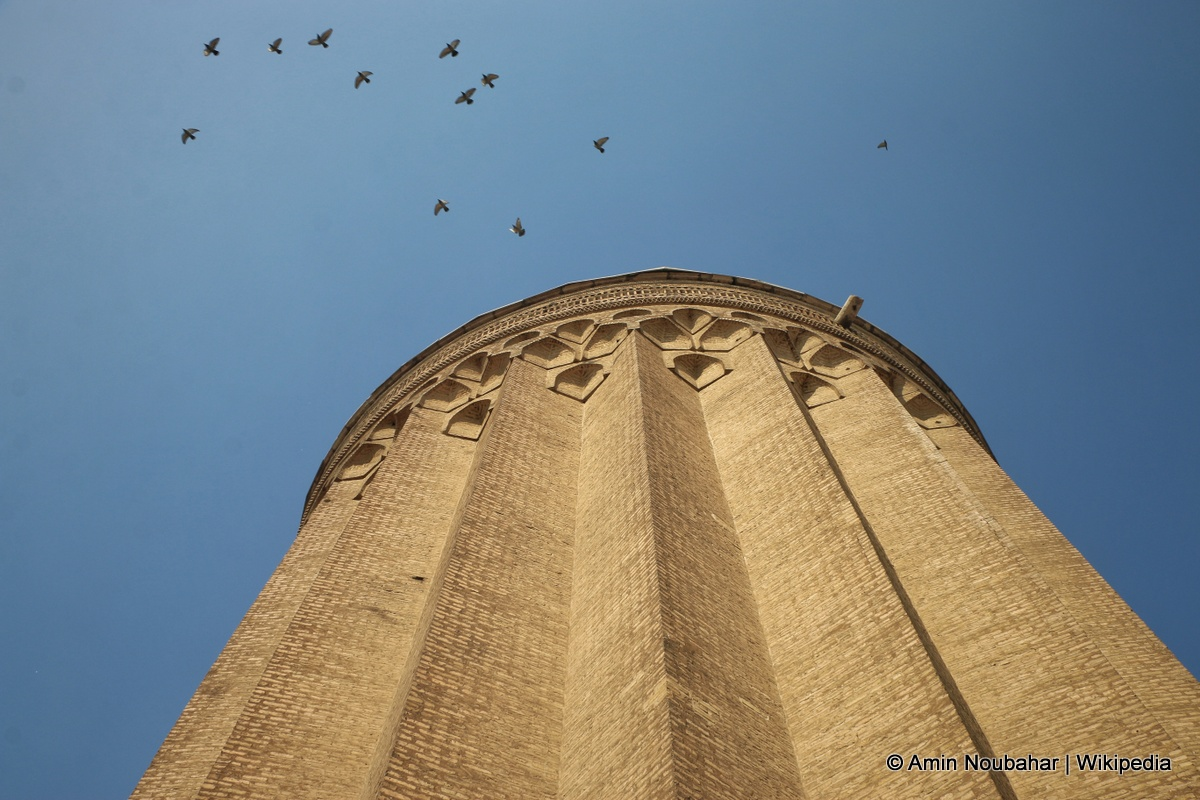
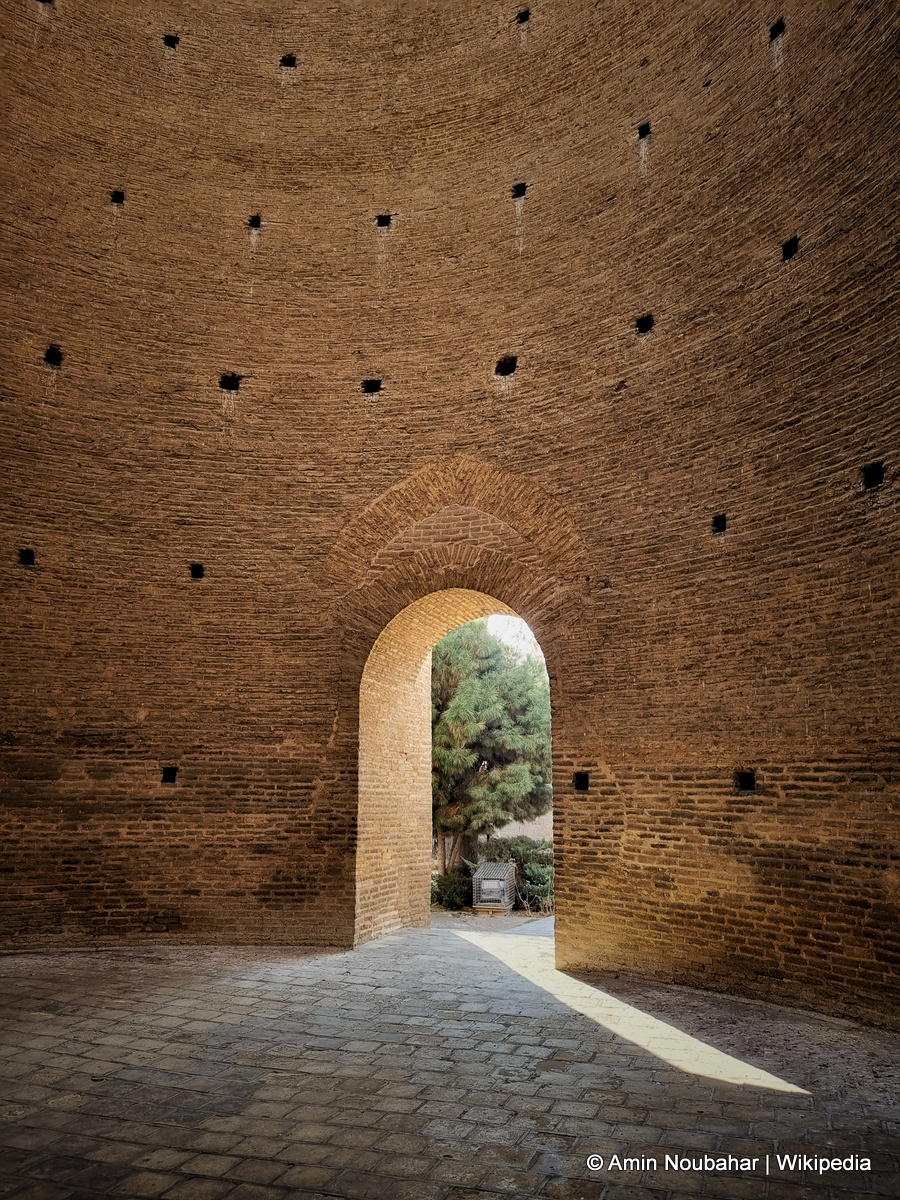